# Semidonta nigricollaris
Semidonta nigricollaris är en fjärilsart som beskrevs av Matsumura 1919. Semidonta nigricollaris ingår i släktet Semidonta och familjen tandspinnare. Inga underarter finns listade i Catalogue of Life.